# Геотермобарометрія
Геобаротермометрія або геотермобарометрія — розділ генетичної мінералогії, який визначає температуру і тиск утворення мінералів, мінеральних комплексів та гірських порід. Геотермобарометрія — це комбінація геобарометрії, яка визначає тиск утворення мінералів, і геотермометрії, яка визначає температуру їх утворення.
Сучасна геотермобарометрія використовує цілий комплекс методів, головними серед яких є: аналогові, фізичні, термодинамічні, зокрема ізотопні та геохімічні.
Аналогова група включає методи визначення Т— Р параметрів, засновані на порівнянні з раніше відомими або спеціально визначеними експериментами даними. В рамках аналогової групи використовуються наступні методи: температури плавлення мінералів і гірських порід; температури розкладання; температури фазових перетворень; температури розпаду твердих розчинів; наявність типоморфних мінералів; парагенетичні асоціації мінералів. Недоліком є невисока точність результатів.
Фізичні методи розділяють на дві групи методів: 1. Власне прямі фізичні методи із застосуванням термопар для вимірювання температур рідких лав. Дистанційні оптичні методи на основі тісного зв'язку температури середовища з його кольором. Для цього використовуються оптичні пірометри. 2. Побічні фізичні методи: аналіз газово-рідинних включень, декрепітація і метод плавких включень (мінералогічна термометрія або термобарогеохімія).
Термодинамічні методи включають ізотопні й геохімічні геобаротермометри. Вони основані на аналізі особливостей розподілу елементів і їх ізотопів між сполуками (мінералами) під впливом зовнішніх термодинамічних, як правило температурних і баричних умов. Сьогодні температурні дослідження проводяться переважно з ізотопами кисню, водню, вуглецю, сірки. Геохімічні геотермометри основані на реакціях йонного обміну елементів у різних середовищах і тому по своїй сутності близькі до ізотопних геотермометрів. Геохімічні геобарометри основані на аналізі хімічних рівнянь процесів утворення мінералів, що протікають у природних умовах.
Геотермобарометрія дозволяє встановити механізм утворення мінералів, тобто вид хімічної реакції та фізичних умов, які приводять до утворення мінералу.